# Эффект пиццы
Эффе́кт пи́ццы или пи́цца-эффе́кт (англ. Pizza effect) — понятие, использующееся в религиоведении, социологии религии и социальной (культурной) антропологии для описания феномена отдельных составляющих культуры каких-либо нации или народа, которые, оказавшись в другой социальной среде, пережили трансформацию и затем снова вернулись в материнскую культуру, или способа, при помощи которого происходит влияние на культурную самоидентификацию со стороны внедрённых извне источников.

## История
Название феномена, предложенное в 1970 году австрийско-американским индологом и антропологом Агеханандой Бхарати (Леопольдом Фишером), возникло из-за сходства с историей традиционного итальянского блюда — пиццы, которая в самой Италии представляла собой простую лепёшку и являлась пищей беднейших слоёв населения. Однако после того как итальянские эмигранты переселились в США, её начинка усложнилась, а сама пицца не только стала популярной едой среди американцев, но и, возвратившись на свою историческую родину, стала восприниматься как деликатес в итальянской кухне.

## Примеры эффекта пиццы
Бхарати приводил следующие примеры эффекта пиццы:
- Трилогия об Апу[англ.] индийского режиссёра Сатьяджита Рая, которая провалилась в прокате в Индии до того, как была удостоена наград в западном мире и затем переоценена на родине, став классикой индийского кинематографа.
- Популярность в Индии Ауробиндо, Вивекананды, Махариши Махеш Йоги, Сатья Саи Бабы, Чинмаянанды Сарасвати[англ.] и Международного общества сознания Кришны обусловлена их первоначальной популярностью на Западе.
- Популярность йоги, различных гуру и других составляющих индийских религиозных систем и учений первоначально получила широкое распространение и признание на Западе.
- Возвеличивание места Бхагавадгиты в индуизме, где она хотя и ценилась всегда высоко, но получила своё нынешнее положение после того, как люди с Запада попытались определить в этой религиозной традиции единственную каноническую «Библию индуизма».

В свою очередь американский индолог Дэвид Миллер, затрагивая вопрос о повышении положения Бхагавадгиты, о котором говорил Бхарати, высказал мнение, что в той же степени верно говорить об «оживлённом интересе к четырём Ведам и Упанишадам как таковым, наряду с неисчислимым количеством комментариев, написанных для толкования и систематизации текстов», которыми пренебрегали западные историки религии, занятые преимущественного поисками классических индуистских текстов, в то время как «индийские учёные, также включённые в это же меню, выглядели не столь аппетитно, как их западные коллеги». Кроме того западные учёные, как отмечает Миллер, «упустили из виду жизненную силу или сущность индийских этических традиций».
Британский религиовед Ким Нотт отмечала, что через Вивекананду и основателей Теософского общества (чья штаб-квартира разместилась в Адьяре) Е. П. Блаватской и Анни Безант, находившихся под влиянием восточных религий и всячески защищавших их от критики христианских миссионеров, индуистские идеи вернулись с Запада в Индию и получили второе дыхание. Кроме того, она обращает внимание на тот факт, что даже Махатма Ганди «не сильно интересовался религией, пока не поехал в Лондон изучать право, где освоил „Бхагавадгиту“ на английском языке в переводе сэра Эдвина Арнольда, что оказало глубокое влияние на его духовное мировоззрение».
Американский буддолог Стивен Дженкинс обращает внимание на то, что буддистский модернизм (или протестантский буддизм) создан западными людьми, которые «приняли его за порождение Шри-Ланки», и затем через Анагарику Дхармапалу и Теософское общество оказали влияние как на собственно буддизм в Шри-Ланке, так и на распространение буддизма в Индии и на Западе.
Американский индолог Дэвид Гордон Уайт указывает на имевшее место влияние переводов Общества палийских текстов на буддизм Южной Азии.
Американский востоковед Оливер Лиман отмечает, что религиозная мысль Ибн Рушда, воспринятая в XIX веке некоторыми европейскими учёными, как например Эрнест Ренан, в дальнейшем оказала влияние на эпоху Нахда в арабском мире.
Британский историк-арабист Марк Сэджвик отмечал, что исламистский терроризм и террористы-смертники могут рассматриваться в качестве примеров того, как частные толкования отдельными течениями идеи шахида, или мученичества за веру, затем были привнесены в большой мусульманский мир.
Американский востоковед Анита Муннур обращает внимание на то, что такое популярное в индийской кухне блюдо, как курица тикка масала первоначально возникло в британской кухне.

## Обратный эффект пиццы
Религиовед Йорн Броуп высказывал мысль о «перевёрнутом эффекте пиццы», когда изменения, произошедшие под влиянием одной культуры, возвращаются в неё обратно, приводя в качестве примера немецкого философа Мартина Хайдеггера, который «по-видимому был сильно воодушевлён восточной мыслью — восточная мысль была представлена им через „протестантские“ или „западные“ глаза», хотя и сделал оговорку, что «подобная трансформация, естественно, не является самобытным феноменом в религиоведении, где осмысления, переосмысления и придумывания рассматриваются как общие характеристики религии».
В свою очередь Стивен Дженкинс писал, что «любящие пиццу американские туристы, отправляющиеся в Италию миллионами, искали настоящую итальянскую пиццу. Итальянцы, отвечая на этот спрос, создали пиццерии для удовлетворения американских чаяний. Будучи в восторге от открытия „исконной“ итальянской пиццы, американцы впоследствии открыли сети „исконно“ итальянских пиццерий с кирпичными печами. Следовательно, американцы встретили своё собственное отражение в другом и были в восторге».